# 隆尼·卡洛斯·达·席尔瓦
隆尼·卡洛斯·达·席尔瓦（Ronny Carlos da Silva，1983年2月25日—），是一名巴西职业足球运动员，司职前锋，曾效力于中国球队陕西中新及广东日之泉。
隆尼曾经效力于葡超球队，2006年末上海申花的主教练吴金贵在葡萄牙选中了他，次年初将其引进到中国联赛。但是申花俱乐部却在此时与联城合并，主教练和外援全部更换成了原上海联城的乌拉圭籍班底，限于外援名额而放弃了隆尼。但是被申花放弃的隆尼却被陕西中新看中加盟，在之后的比赛中表现非常出色，次年又获得留用，也是中国联赛外援中为数不多的曾经有欧洲联赛效力经验而又正值当打之年的球员。
2009年12月，隆尼回到巴西，加盟巴西足球乙级联赛球队阿美利加纳泰，之后他在2010年的夏季转会中加盟葡超球队贝拉马尔。
2011年2月22日，贝拉马尔官方宣布之前还有半年合同的隆尼转投中甲球队广东日之泉，双方正式签订一年的工作合同，但没有透露转会费並签一份“补充协议”，如果将来有欧洲俱乐部看上隆尼，他可以在和日之泉俱乐部达成共识的基础上，解除与日之泉的合同返回欧洲。但在中甲联赛仅仅过了六轮后，隆尼就突然离队返回到葡萄牙，之后加盟罗马尼亚球队CFR克卢日。